# Vágó István (műsorvezető)
Vágó István (Budapest, 1949. február 14. – Budapest, 2023. április 29.) magyar televíziós műsorvezető, szerkesztő és politikus. A kvíz műfajának egyik legsikeresebb magyarországi alakja, számos díj kitüntetettje, a Szkeptikus Társaság egyik alapítója, a Demokratikus Koalíció média-munkacsoportjának vezetője, országos elnökségi tagja és a XII. kerület önkormányzati képviselője volt.

## Életpályája
Vágó György (Békéscsaba, 1921. – Budapest, 1994.) és Vadas Veronika (Békéscsaba, 1926. – Budapest, 2017.) gyermekeként született. A szülők Budapesten kötöttek házasságot 1946. június 29-én. Édesapja egykor katolikus papnak készült, a pesti Érseki Katolikus Gimnáziumban tanított. Békéscsabai születésű édesanyját a második világháborúban zsidó származása miatt családjával együtt Auschwitzba deportálták, ahonnan édesapja, nagyszülei és testvére már nem tértek vissza. Később, amikor hozzáment Vágó Györgyhöz, anyósa kérésére megkeresztelkedett.
Vágó gyógyszer-vegyészmérnöknek tanult, majd a MEDIMPEX külkereskedelmi vállalatnál dolgozott. Képzett idegenvezető volt, de ezt a szakmát sosem gyakorolta.
Basszusgitáron játszott a Favágók együttesben, kedvenc stílusa a dzsessz volt.
Felesége, Judit újságíró, fiuk, Péter a vendéglátóiparban dolgozik.
Kiválóan beszélt angolul, németül, franciául, spanyolul (e négyből felsőfokú és szakmai nyelvvizsgája volt), interjúképesen olaszul és portugálul, továbbá megértette magát oroszul, lengyelül és svédül. Írni tudott arabul, törökül és hindiül. Foglalkozott a finn és a japán nyelvvel, és a kínai nyelv tanulásába is belefogott.
Jelentkezett a Magyar Televízió által meghirdetett Riporter kerestetik vetélkedőbe, ahol Vitray Tamás a döntő után felajánlotta neki egy barkochbajáték vezetését 1976-ban. Attól fogva egész életében kedvelte a vetélkedőjátékok minden fajtáját, melyek közül többet műsorvezetőként is kipróbált. Az 1980-as és 1990-es években ő volt az Eurovíziós Dalfesztivál magyarországi kommentátora. 1997-től rövid ideig a TV2-nél volt, ahol a Mindent vagy semmit című műsort vezette, amit még a Magyar Televízióban kezdett, 1993-ban.
Grétsy Lászlóval közösen vezette 1987-től 1997-ig az Álljunk meg egy szóra! c. nyelvművelő műsort, amely 1997-ben érkezett el 500. adásához, s amelynek egyes témáit könyv alakban is kiadták. 2000-től 2007-ig a Legyen Ön is milliomos! néven ismert műsort vezette. 2007. november 5-étől a Pókerarc vetélkedőt vezette Sebestyén Balázzsal, a 2008-as év első felében pedig a némileg megváltozott Legyen Ön is milliomos!-nak volt a házigazdája, egészen addig, amíg azt az RTL Klub le nem vette műsoráról. Ugyan 2012-ben újraindult a vetélkedő, de az új évadot már Friderikusz Sándor vezette. Ötlete nyomán jött létre Budapesten a Miskolciak Baráti Köre.
2008-ban több interjúban is elismerte, hogy a Legyen Ön is milliomos! játékokban azokat a versenyzőket támogatta, akikkel jobb műsort lehetett készíteni. Akkor arról is beszélt, hogy abban az időben már nem féltette a népszerűségét, így ateista meggyőződését sem hallgatta el, valamint elismerte, hogy vállaltan támogatja Gyurcsány Ferencet – akit II. Józsefhez hasonlított –, bár felelőssé tette őt a 2008 tavaszára kialakult helyzetért, illetve az előző rendszert is elítélte.
Műsorvezetői minőségében megfelelő utódjának értékelte Sebestyén Balázst, akiről azt nyilatkozta, hogy nála is jobban kommunikál a játékosokkal, bár a klasszikus műveltség terén van még mit behoznia. Gáspár Győző népszerűségét, amellett, hogy érdekesnek és kedvesnek nevezte őt, azzal magyarázta, hogy kevéssé hasonlít a nézőkre, akik épp az ilyet szeretik.
2009 szeptemberében Párbaj címmel a TV2 televíziós csatornán új vetélkedőműsor indult, amelynek játékmestere Vágó lett. A csatorna az első évaddal 40 részt vásárolt meg, de az elvártnál alacsonyabb nézettség miatt nem folytatta a műsor sugárzását.
2012. március 26-tól néhány hónapig az átVágó című műsort vezette a STORY4-en, amit saját maga talált ki.
2013. január 21-én indult el a FIX TV-n, rajta kívül Hraskó Gábor közreműködésével a Szkeptikus vagyok műsora, melyben áltudományos témákat jártak körül meghívott vendégek közreműködésével.
2023. április 29-én hunyt el hasi aortarepedés következtében, 74 évesen. Az RTL információi szerint éjszaka lett rosszul, a mentőket pedig már hiába hívták, nem tudták megmenteni. Saját kertjében van eltemetve.

## „Kvízprofesszor”
Egy interjúban elmondta, hogy nem szereti ezt az elnevezést. A műsorvezetőt helyesen kvízmesternek hívják, ez a nemzetközi gyakorlat is. A Legyen Ön is milliomos! első felvételén tudta nélkül hangzott el ez a szó, ami ellen rögtön tiltakozott a producernél, és így a későbbi felvételeken már nem is fordult elő, de az elkészült első néhány adás már így ment ki.

## Szkepticizmus

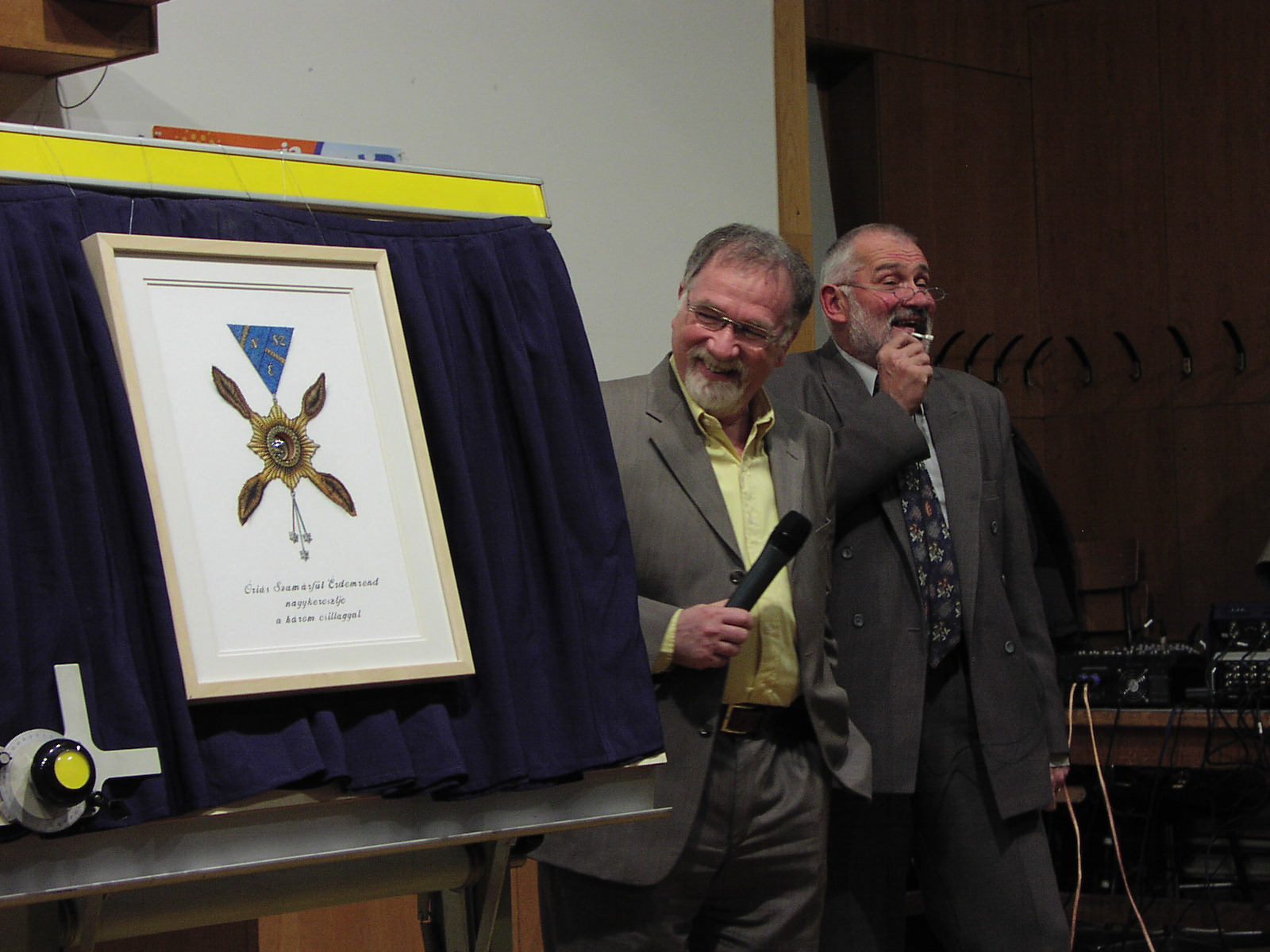
Vágó István a Budapesti Szkeptikus Konferencián Orosz László egyetemi docenssel, 2008

Tagja és alelnöke volt a világhírű anatómus professzor, Szentágothai János által 1992-ben életre hívott Tényeket Tisztelők Társaságának, melynek fő célja a racionális gondolkodás népszerűsítése, illetve fellépés a babonákkal, ezotériával szemben. 2005 második felében kilépett, mert a társaság működését nem tartotta eléggé hatékonynak. 2006 decemberétől egy másik szervezet, a Szkeptikus Társaság tagja. „Jelentsük fel őket!” vagy „hadüzenet a sarlatánoknak” mozgalmát elismerések is kísérik.
Karakteresen racionalista álláspontját képviselte nyilvános vitái során.

### 10:23 kampány
2011. február 5-én, 10:23-kor a Szkeptikus Társaság tagjai, közöttük Vágó is, részt vettek egy tüntetésben, amely a világ 60 városában zajlott ugyanazon a hétvégén. A tüntetés „10:23 Homeopátia – Nincs benne semmi” néven indult Angliából. Vágó és a többi résztvevő az előírtnál sokkal nagyobb mennyiségű homeopátiás altatószert fogyasztottak el egyszerre, amivel azt próbálták bizonyítani, hogy a homeopatikus szerekben semmi hatóanyag nincs jelen, és így lehetetlen a túladagolás.

## Politikai tevékenysége
A 2014-es önkormányzati választáson a Demokratikus Koalíció, az MSZP, az Együtt–PM és az „Európai Föderalisták” közös jelöltjeként indult önkormányzati képviselőjelöltként, bár az ATV-nek elmondta: nem ért az önkormányzati politizáláshoz, meg kell tanulnia. A szórólapján olvasható programja szerint igazságosabb helyi adót vezetne be, megszüntetné a fizetős parkolást a nem indokolt helyeken, az Apor Vilmos téren álló Felső-krisztinavárosi Szent János-plébánia épületét, urnatemetőjét önkormányzati tulajdonba venné, hogy ott játszóházat létesítsen, valamint szeretné természetes állapotában megőrizni a Normafát, és megakadályozná az oda tervezett beruházást. A HVG-nek adott interjújában kiállt Gyurcsány Ferenc mellett és elmondta: azon dolgozik, hogy a DK vezetője valamikor Orbán Viktor kihívója legyen.
2015 januárjában belépett a Demokratikus Koalícióba és a párt média munkacsoportjának vezetője lett.
A párt országos elnökségi tagjaként a DK XII. kerületi önkormányzati képviselője lett 2016 szeptemberében, a pártból távozott Kerék-Bárczy Szabolcs helyét vette át.

## Műsorai

### TV műsorok
- Kicsoda? – Micsoda? (1976)[39]
- Öt tusa… (1976)[40]
- Soha jobb kor! (1976–1977)[41]
- Fiatalok órája (1978) riporter
- Malom (1978)[42]
- "Saccolja meg!" (1978) szerkesztő
- Most mutasd meg! (1978–1979)
- Gyerekek és egyebek (1978) riporter
- "Kell egy jó könyv…" (1978)
- Van képünk hozzá! (1979–1980)[43]
- A menedzser (1979) riporter[44]
- Vasárnap délelőtt (1979–1980) riporter
- Ki figyel oda? (1980) riporter
- Moszkva, az olimpia városa (1980)
- Hegedűs Géza A-tól Z-ig (1980) riporter
- Vezetni tudni kell (1980)
- A fele sem igaz (1981–1985)[45][46]
- Vasárnap délután (1981–1984)
- Milyen partnerek vagyunk? (1981–1982) riporter
- Dixie tanár úr (1982) riporter
- Magyar kapcsolat (1982) riporter
- Vállaljuk a vendéget (1982) riporter
- Interkvízió (1982)
- Pulzus (1982–1983)
- A família (1982)
- Távoli városok – közeli barátok (1983)
- Májusi randevú a IV-es studióban (1983)
- "És mégis mozog a föld" (1983)
- Felvonulók kérték (1984) riporter
- Észak Dél ellen (1984)
- Péntek esti randevú (1984) riporter
- Randevú Budapesten (1984) riporter
- Szivárvány (1984–1985)
- Randevú a IV-es studióban (1984–1985)
- Vitassuk meg (1984–1986)
- Ki vagyok én? (1985)
- VIT-vágta (1985)
- Családi vasárnap (1985–1986, 1988)
- Házaspárbaj (1985, 1987, 1989)
- Utazás Quizlandba (1986)
- Hogy kik vannak… (1986)
- TV-Basic konzultáció (1986)
- 3×3 (1986)
- UNICEF-gála (1986)
- Sebészek a sebészetről (1986) riporter
- Eurovíziós Dalfesztivál (1986–1989, 1990–1997, kommentátor)
- Álljunk meg egy szóra! (1987–1997)
- Van benne valami (1987–1993)[47]
- Digit-alk (1987)
- Mentők a mentéstudományról (1987) riporter
- Kerék Bár (1989-1993)
- Kalendárium (1988–1994)
- Popperiszkóp (1988)
- Jöttem, láttam (1990–1991)
- Circomusica (1990)
- Svédcsavar (1990) riporter
- Tévémagiszter (1990)
- A rockvilág Rióban (1991)
- ÁB Popfesztivál (1991)
- Ki miben tudós (1992–1993)
- Echó (1992)
- A "svédmagyar" (1992)
- Istenek szigete (1992) szerkesztő-rendező
- Magyar napok Sevillában (1992)
- Játék határok nélkül (1993, 10. elődöntő)
- Mindent vagy Semmit (1993–1999)
- Az Eurovíziós Dalfesztivál magyarországi nemzeti döntője (1996–1997)
- Képjáték (1997)
- Esti Broadway (1999–2000)
- Azok a szép napok (1999)
- Legyen Ön is milliomos! (2000–2008)
- Csalóka (2000)
- A Nagy tudáspróba – Az ország tesztje (2004)
- Nekünk 80 (2004)
- Pókerarc (2007–2008)
- Párbaj (2009)
- átVágó (2012)
- Szkeptikus vagyok (2013)

### Rádióműsorok
- Hétvégi panoráma (1977–1984)
- Hapci! (1979)
- Hétfő este Pesten és Budán (1981–1984) riporter
- Slágereim története (1983–1984, 1986–1987) riporter
- Péntektől péntekig (1984–1993)
- Rockújság (1985–1986)
- Hagyományok, szokások itt és ott… (1985)
- Ki tud többet…? (1986)
- Névforduló (1988–1989)
- Afro-latin zenés turmix (1988)
- Korszakváltó – óránként százzal (1988)
- Karavánszeráj (1988)
- Zakatol a szív (1988) riporter
- Sztárpárbaj (1988)
- Zenekanál – zenepohár (1989–1990)
- Örömzene (1990)
- Szalon (1992–1993)
- Magyar lemezbemutató (1992)
- A dal ünnepe (1992)
- Poplabor (1993)
- Országjárás rock-zenével (1993)
- Zenészportré (1993)

## Könyvei
- A fele sem igaz!, szerzői magánkiadás, Budapest, 1984
- A fele sem igaz! 2, Lapkiadó Vállalat, Budapest, 1986
- Grétsy László–Vágó István: Álljunk meg egy szóra!, IKVA Kiadó, Budapest, 1991
- Kérdezni (és) tudni kell! 1500 fogas kérdés, Magvető, Budapest, 1996
- Bárdos András – Vágó István: Kinyitom a számat, BBMS Kiadó, Budapest, 2010
- Vigyázat, csalók! Áltudósok, álgyógyítók és más szemfényvesztők, Libri, Budapest, 2011
- Legyen Ön is kvízmester! – 2012 kvízkérdés Vágó Istvántól, XXI. Század Kiadó Kft., Budapest, 2011
- Bárdos András – Vágó István: Kinyitom a számat – Új fejezetekkel, BBMS Kiadó, Budapest, 2011

## Díjai
- MTV nívódíj (1979)[48]
- A Magyar Köztársasági Érdemrend tisztikeresztje (polgári tagozat) (2005)
- Pro Urbe Budapest díj (2005)
- Prima díj (2006)
- Story Ötcsillag-díj (2008)
- Radnóti Miklós antirasszista díj (2008)
- Budapest díszpolgára (posztumusz, 2023)

## A popkultúrában
- Rácz Zsuzsa Nesze Neked, Terézanyu! című regényében Kéki Kata ellátogat a San Franciscó-i Modern Művészetek Múzeumába, ahol az idegenvezetővel a kiállított festőkről beszélget, miközben magában ezt gondolja: „A helyzet arra emlékeztetett, mintha Vágó Istvánnal párbajoznék intellektuálisan a »Legyen ön is milliomos!«-ban, az ötmilliós kérdés előtt.”
- A Napirajz webképregény-sorozat egyik epizódjában DK-s aláírásgyűjtőként jelenik meg a személye.[49]
- A Megdönteni Hajnal Tímeát című, 2014-ben bemutatott magyar filmvígjátékban többször (legalább kétszer) elhangzik a neve egy prostituáltként dolgozó karakter (alakítója: Szandtner Anna) szájából, az „érted?” jelentésű „vágod?” szlengkifejezés szinonimaszerű megfelelőjeként.